# Glenwood, Novi Meksiko
Glenwood je popisom određeno mjesto i neuključeno područje u okrugu Catronu u američkoj saveznoj državi Novom Meksiku. Prema popisu stanovništva SAD 2010. ovdje su živjela 143 stanovnika.
Javlja se u povijesti i pod imenima Bush Ranch i Clear Creek.

## Zemljopis
Nalazi se na 33°19′00″N 108°52′59″W / 33.3167293°N 108.8831188°W 
Prema Uredu SAD-a za popis stanovništva, zauzima 4,00 km2 površine, od čega 3,98 suhozemne.
U blizini je rijeke San Francisca, 98 km sjeverozapadno do Silver Cityja na autocesti br. 180 te 61 km južno od Reservea.

## Povijest
Osnovan je 1878. kao Bush Ranch. Poslije je preimenovan u White Water prema potoku koji je tekao kroz njega. Kad je ovdje bila postaja za kočije, mjesto se zvalo Glenwood Springs te je 1901. naposljetku prozvano Glenwood. Prvi let zrakoplova na vlastiti pogon koji se bio u Novom Meksiku bio je 1909. kod Glenwooda.
Tijekom 1930-ih je ovdje zabilježeno nekoliko blagih potresa.

### The Catwalk
Godine 1889. je otkriveno srebro i zlato u gorju Mogollonu iznad klanca Whitewatera, tik istočno od Glenwooda. Izgrađeno je nekoliko rudnika. Ruda je odvožena vagonima u pogon za preradu koji se nalazi na vratima klanca. Osnovan je rudarski gradić Graham u planinama. Bila je potrebna voda da bi mogli raditi električni generatori. Dovedena je cjevovodom koji se protezao od klanca i išao uz stjenovite strmine klanca, a držale su ga željezne poluge i debla koje je neprestano moralo se održavati. Radnici su ga nazvali "uska staza" (Catwalk), a danas njime upravljaju glenwoodski rendžeri koji poslužuju Nacionalnu šumu Gilu. Danas je to mjesto jedne milje duge rekreacijske staze Catwalk National Recreation Trail, šetnice univerzalnog pristupa koja prati putanju starog cjevovoda, dramatično se naginjući prema klancu Whitewateru, počesto samo 4 do 5 metara iznad potoka Whitewatera (Whitewater Creek).
- Uski nogostup - "The Catwalk"
- Mrjestilište riba
- crkva Svetog djeteta (Santo Niño)

## Stanovništvo
Prema podatcima popisa 2010. ovdje su bila 143 stanovnika, 84 kućanstva od čega 42 obiteljska, a stanovništvo po rasi bili su 97,9% bijelci, 0,0% "crnci ili afroamerikanci", 0,0% "američki Indijanci i aljaskanski domorodci", 0,0% Azijci, 0,0% "domorodački Havajci i ostali tihooceanski otočani", 2,1% ostalih rasa, 0,0% dviju ili više rasa. Hispanoamerikanaca i Latinoamerikanaca svih rasa bilo je 9,8%.

## Gospodarstvo
U Glenwoodu se danas nalazi sjedište rendžerske postaje Nacionalne šume Gile i državno mrjestilište pastrva.

## Kultura
U Glenwoodu djeluje javna knjižnica.